# Greenwich (borgo di Londra)
Il Royal Borough of Greenwich è un borgo della città di Londra. È la località per la quale passa l'omonimo meridiano.

## Storia
Il borgo di Greenwich viene formato nel 1965 dall'unione del borgo metropolitano di Greenwich e della maggior parte del borgo metropolitano di Woolwich (con l'eccezione di North Woolwich, a nord del Tamigi, che diventa parte del borgo londinese di Newham).
Era stato inizialmente considerato di dare al nuovo borgo il nome di "Charlton". Tuttavia, avendo Greenwich fatto richiesta per ottenere lo status di città, il nome che sarebbe stato dato al borgo sarebbe stato City of Greenwich; dunque, è stato ritenuto più prestigioso dover dare al borgo il nome di Greenwich. La richiesta per l'attribuzione del titolo di città è stata tuttavia rigettata.
In occasione del Giubileo di diamante della regina Elisabetta II, nel febbraio del 2012, Greenwich ha assunto la denominazione di "Borgo reale", anche grazie ai legami storici che la famiglia reale ha con questo borgo e al fatto che Greenwich sia patrimonio dell'umanità.

## Geografia fisica

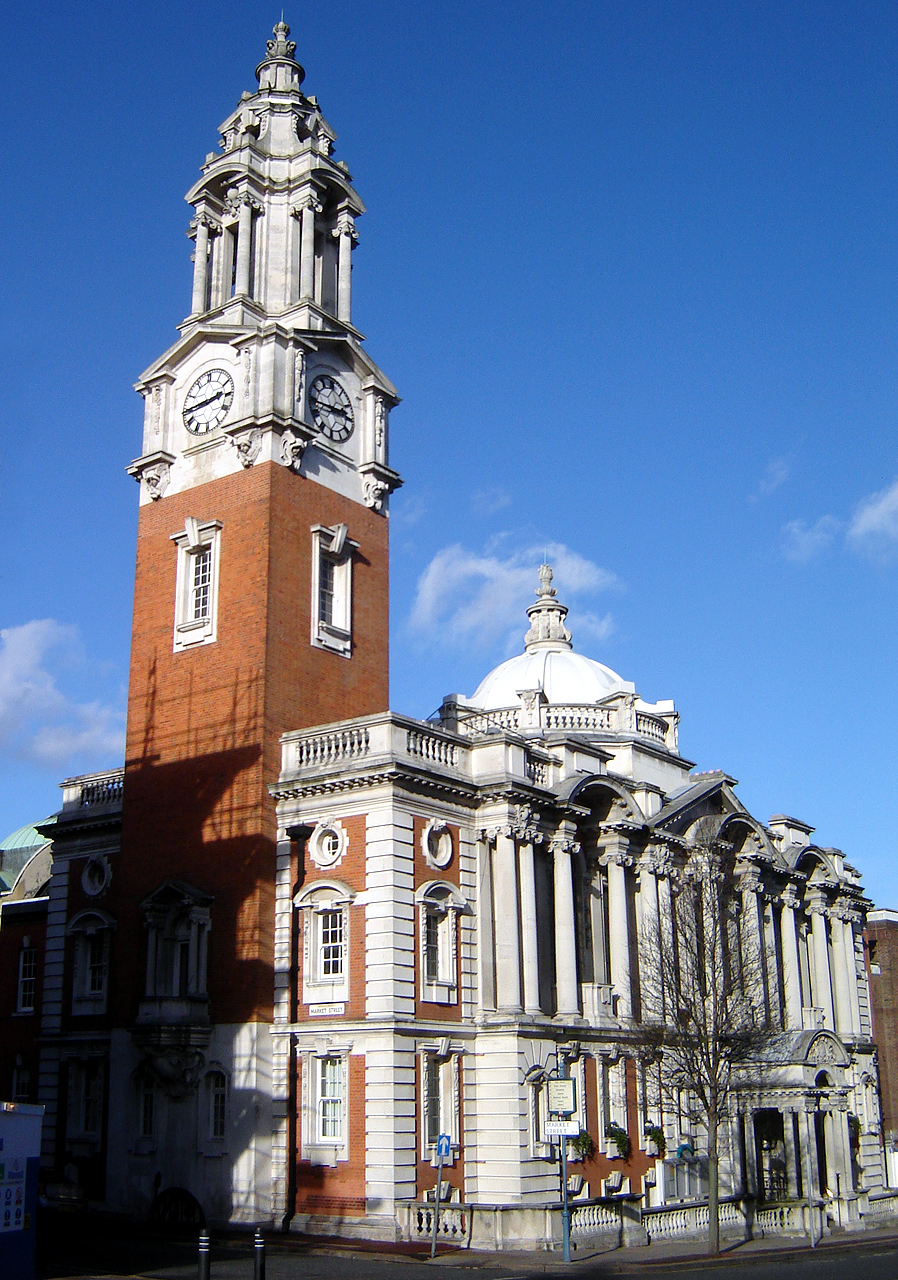
Il municipio di Woolwich

Il borgo si estende per 50,44 km² lungo la riva sud del Tamigi: Deptford e Thamesmead sono i quartieri che sorgono lungo le rive del fiume rispettivamente all'estremità occidentale del borgo e all'estremità orientale di esso. A causa della grande ansa del Tamigi, il lungo fiume dell'intero borgo ha una lunghezza di 14 km. La zona meridionale del borgo è caratterizzata dalla presenza di un territorio lievemente collinare: fanno infatti parte del borgo i territori collinari di Shooter's Hill (a est del borgo), di Blackheath (a ovest del borgo) e di Eltham (a sud).
Il borgo reale di Greenwick confina a est con il borgo di Bexley, a sud con il borgo di Bromley e a ovest con Lewisham. Sull'altra sponda del fiume, invece, i borghi contigui a Greenwich sono: Tower Hamlets (a nord ovest), Newham (a nord) e Barking e Dagenham (a nord est).

## Distretti elettorali

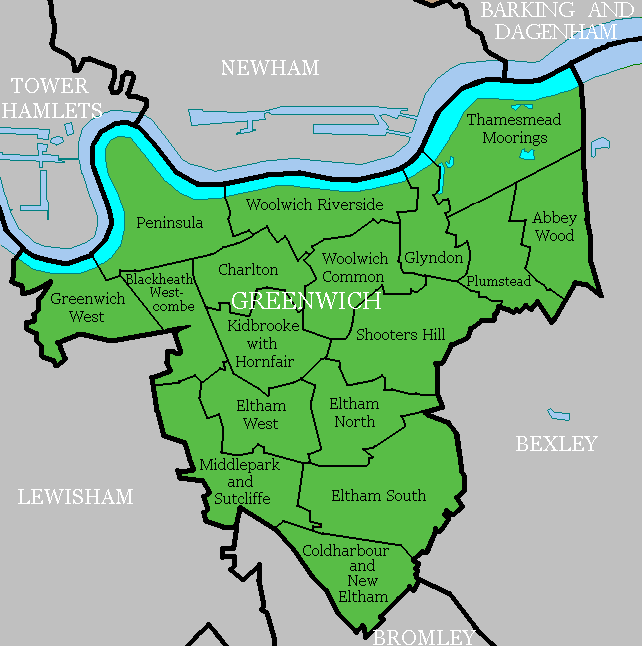
I 17 distretti elettorali del borgo reale di Greenwich

Il borgo reale di Greenwich è diviso in vari quartieri:
- Abbey Wood
- Blackheath (solamente la parte più settentrionale. La rimanente parte del quartiere è parte del borgo di Lewisham)
- Charlton
- Deptford (solamente la zona di St Nicholas. La rimanente parte del quartiere è parte di Lewisham)
- Eltham
- Falconwood (diviso con Bexley)
- Greenwich
- Horn Park
- Kidbrooke
- Lee (diviso con Lewisham)
- Maze Hill
- Middle Park
- Mottingham (diviso con Lewisham)
- New Charlton
- New Eltham
- Plumstead
- Shooters Hill
- Thamesmead (solamente Thamesmead Central e Thamesmead West. La rimanente parte del quartiere è parte del borgo di Bexley)
- Westcombe Park
- Woolwich

Nel borgo, il codice postale predominante è SE; tuttavia, alcune zone hanno come codice postale BR o DA (come per esempio Sidcup e Falconwood).

## Società

### Evoluzione demografica
Al 2010, la popolazione residente nel borgo reale di Greenwich era di 238 096 abitanti. Questa popolazione era etnicamente suddivisa in:
- 67% di etnia caucasica
- 19,2% di etnia afro-latinoamericana o afro-britannica
- 6,7% di etnia asiatica o Asiatici britannici
- 2,7% di etnia mista
- 4,7% di etnia cinese o altra etnia.

## Osservatorio
Greenwich è la sede di un celebre osservatorio astronomico.

## Cultura
Greenwich marittima è stata dichiarata patrimonio dell'umanità dall'UNESCO.

## Amministrazione

### Gemellaggi
- Berlino, dal 1960 (quartiere Tegel del distretto Reinickendorf di Berlino)